# Zwardoń (stacja kolejowa)
Zwardoń – stacja kolejowa w Zwardoniu, w województwie śląskim, w Polsce.
Stacja jest położona na wysokości 686 m n.p.m.. Linia kolejowa przechodząca przez stację Zwardoń została otwarta w 1884 roku. Do II wojny światowej linia miała charakter międzynarodowy, następnie stacja Zwardoń była stacją końcową.
Pierwszy pociąg elektryczny wjechał do Zwardonia 15 grudnia 1986 roku. Rozkładowe kursy uruchomiono 5 stycznia 1987 roku. 1 czerwca 1992 roku w Zwardoniu otwarto przejście graniczne kolejowe polsko-czechosłowackie. Od 1995 roku na stacji funkcjonują przekaźnikowo-komputerowe urządzenia sterowania ruchem kolejowym. Kasa biletowa oraz poczekalnia zostały zamknięte w 2010 roku. Połączenia w stronę Polski obsługiwane są przez Koleje Śląskie i PKP Intercity, a w stronę Słowacji przez słowackiego przewoźnika Železničná spoločnosť Slovensko.

## Ruch pasażerski
| Rok  | Wymiana pasażerska na dobę |
| ---- | -------------------------- |
| 2017 | 700-999                    |
| 2022 | 200-299                    |